# Corneliu Călugăreanu
Corneliu Călugăreanu, né le 30 juillet 1930, à Drăgănești-Vlașca, en Roumanie, est un ancien joueur roumain de basket-ball.